# 演出家たちの日記 - ゴダール篇
『演出家たちの日記 - ゴダール篇』（えんしゅつかたちのにっき - ゴダールへん、仏語 TSR - Journal des réalisateurs : Jean-Luc Godard）は、2008年（平成20年）に製作したジャン＝リュック・ゴダールの短篇映画、スイス映画である。短篇シリーズ『演出家たちの日記』全13篇の一篇である。

## 概要

### 演出家たちの日記
スイスのフランス語圏の放送局テレヴィジオン・スイス・ロマンドのテレビ番組『le 19:30』（ル・ディズヌヴェール・エ・ドゥミ、「ザ・19時30分」の意）の枠で、13人のスイスの映画監督が短篇映画を放映するという企画である。
ゴダール以外の参加者は、『ホーム 我が家』が2008年の東京国際映画祭で上映されたウルスラ・メイヤー、映画監督兼俳優のバルテレミ・グロスマン、『父を愛せよ』（2001年）のジャコブ・ベルジェ、『女翻訳家』（2006年）のエレナ・アザノフ、『パレード』（2001年）のリオネル・ベイエ、『わが名はバッハ』が2004年のスイス映画賞を受賞したドミニク・ド・リヴァ、「グループ5」のひとりであるフランシス・ロイセール、ロイセールとオムニバスを撮ったことのあるレイモン・ヴイヤモス、『妊娠ラプソディ』（1993年）のドゥニ・ラバグリア、『ギャラクシーにようこそ』（2001年）のパトリシア・プラトネ、『ラシェルは実現する』で2007年の第33回セザール賞短篇賞を受賞したフレデリック・メルムー、アニメーション映画『Max & Co.』（2007年）のフレデリック・ギヨームである。

### ゴダール篇
本作は、『ゴダールの映画史』のうち、『映画史 絶対の貨幣』（1995年 - 1998年）、セルゲイ・パラジャーノフの『ざくろの色』（1969年）、アンリ＝ジョルジュ・クルーゾーの『ピカソ - 天才の秘密』（1956年）などのアーカイヴ・フッテージの引用で構成されている。
ゴダールの挿入した字幕は下記の通り。
映画史 絶対の貨幣 Histoire(s) du cinéma La monnaie de l'absolu
君はなにも見なかった Tu n'as rien vu
ヒロシマで à Hiroshima
レニングラードで à Leninglad
マダガスカルで à Madagascal
ドレスデンで à Dresden
ハノイで à Hanoi
サラエヴォで à Sarajevo
映画史 Histoire(s) du cinéma
新しい波（漠然としたニュース） Une vague nouvelle
秘密の子ども L'enfant secret
最果ての地 Finis terrae
緑色の眼 Les yeux verts
私の好きなテーマ Mon cher sujet
映画史 新しい波（漠然としたニュース） Histoire(s) du cinéma Une vague nouvelle
沈黙 Le silence
破られたページ La page cachée
そして人生は続く Et la vie continue
漠然とした月の話 Contes de la lune vague
新しい波（漠然としたニュース） モンタージュよ私の美しき不安 Une vague nouvelle Montage mon beau souci
終 The End
上記のようにテクストについても、フィリップ・ガレルの『秘密の子供』（1979年）、ジャン・エプスタンの『最果ての地』（1929年）、アンヌ＝マリー・ミエヴィルの『私の好きなテーマ』（1988年）、アッバス・キアロスタミの『そして人生は続く』（1992年）、溝口健二の『雨月物語』（仏題 Les Contes de la lune vague après la pluie、1953年）、15世紀の吟遊詩人の詩『美よ、私の美しき不安』などが引用されている。「ユヌ・ヴァーグ・ヌーヴェル Une vague nouvelle」は、「新しい波」とも「漠然としたニュース」とも受け取れる。
本作を含む『演出家たちの日記』全13篇は、YouTube内のTSRの公式サイト内で公開されており、ウェブ上で視聴することが可能である。本作は2008年5月15日から同サイトで公開されている。

## 関連事項
- ジャン＝リュック・ゴダール監督作品一覧

## 註
1. 1 2 3 4 5  #外部リンク欄にある、YouTube内のTSR（テレヴィジオン・スイス・ロマンド）公式サイト「TSR.ch」リンク先の記述を参照。二重リンクは省く。
2. ↑  #外部リンク欄にある、YouTube内のTSR（テレヴィジオン・スイス・ロマンド）公式サイトで公開されている本作のリンク先の映像の記述を参照。二重リンクは省く。